# Țirka, Smolean
Țirka (în bulgară Цирка) este un sat în comuna Madan, regiunea Smolean,  Bulgaria. 

## Demografie
Componența etnică a satului Țirka
     Bulgari (94,06%)
     Nicio identificare (5,93%)
     Altele (0%)
La recensământul din 2011, populația satului Țirka era de 118 locuitori. Din punct de vedere etnic, majoritatea locuitorilor (94,06%) erau bulgari. Pentru 5,93% din locuitori nu este cunoscută apartenența etnică.